# Torneucerus

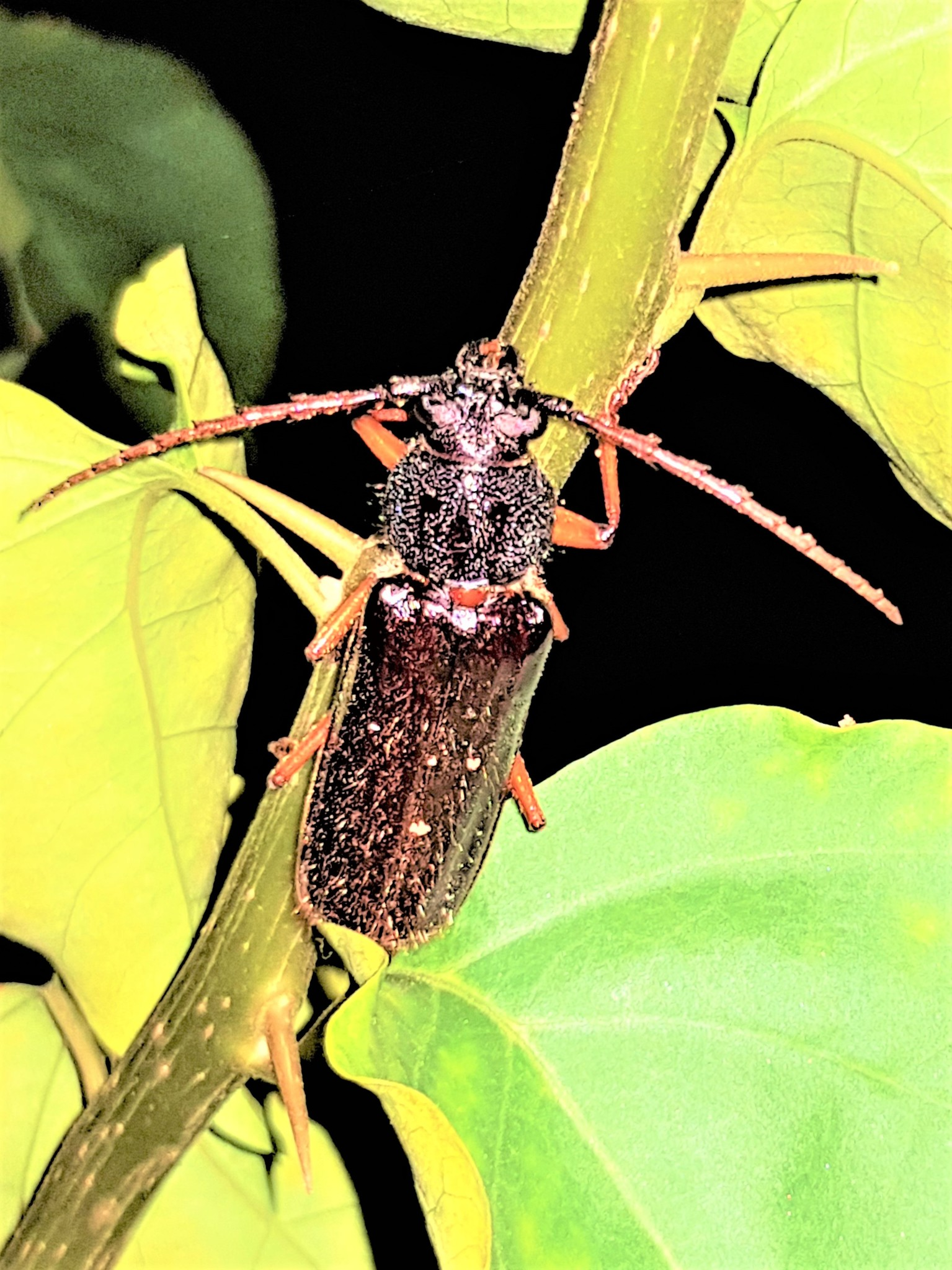
Torneucerus armatus

Torneucerus is een kevergeslacht uit de familie van de boktorren (Cerambycidae). De wetenschappelijke naam van het geslacht werd voor het eerst geldig gepubliceerd in 1980 door Martins & Monné.

## Soorten
Torneucerus is monotypisch en omvat slechts de volgende soort:
- Torneucerus armatus Martins & Monné, 1980